# محمود كاناديل
محمود كاناديل (بالعبرية: מחמוד קנדיל‏) (11 أغسطس 1988 بجديدة - المكر في إسرائيل - )، لاعب كرة قدم إسرائيلي. لعب مع اتحاد أبناء سخنين.

## روابط خارجية
- محمود كاناديل على موقع الاتحاد الأوربي (الإنجليزية)
- محمود كاناديل على موقع Soccerway.com (الإنجليزية)